# Platysenta turpis
Platysenta turpis är en fjärilsart som beskrevs av Achille Guenée 1852. Platysenta turpis ingår i släktet Platysenta och familjen nattflyn. Inga underarter finns listade i Catalogue of Life.